# The True Story of Eskimo Nell
The True Story of Eskimo Nell é um filme australiano de 1975.